# Municipio de Sanahcat
El municipio de Sanahcat es uno de los 106 municipios del estado mexicano de Yucatán. Su cabecera municipal es la localidad homónima de Sanahcat.

## Toponimia
Dícese que el nombre del municipio, Sanahcat, proviene del nombre de un árbol abundante en la región llamado en lengua maya Tzanlahkat. Ahora bien, según el Diccionario Maya-Español de Cordemex, este encuentra sus raíces en (del maya: tzanlah: hacer sonar las cosas golpeándolas y kat: tinaja, apaste)

## Colindancia
El municipio de Sanahcat está ubicado en la región centro norte del estado de Yucatán y colinda al norte con Hocabá y Xocchel, al sur con  Huhí,  al oriente con Kantunil, al poniente con el municipio de Homún

## Datos históricos
- En la época prehispánica perteneció a la provincia de Hocabá-Homún y después de la conquista de Yucatán permaneció bajo el régimen de las encomiendas, que prevalecieron durante toda la época de la colonia.
- 1900: El municipio se integró a la jurisdicción de Sotuta, separándose de Hocabá.
- 1924: Mediante el decreto 128 publicado en el Diario Oficial, Sanahcat se erige en municipio libre.
- 1937: Dejan de pertenecer a este municipio las haciendas: Xtohil y Tixcacal Ancona.

## Economía
Sanahcat es un municipio que, ubicado en la zona central norte del estado perteneció a la denominada zona henequenera de Yucatán porque sus tierras tienen la vocación agrícola para el cultivo del agave. Junto con los municipios circunvecinos se dedicó por muchos años hasta finales del siglo XX a la industria henequenera como principal actividad productiva.
Con la declinación de la agroindustria se dio en Sanahcat un proceso de diversificación de la actividad agrícola. Hoy en el territorio municipal se cultiva principalmente maíz, frijol y hortalizas. La sandía y algunas variedades de chiles también se cosechan en la región.
Se da la cría de ganado bovino en pequeña escala, así como la de ganado porcino y aves de corral.

## Atractivos turísticos
- Arquitectónicos: En Sanahcat, la cabecera municipal, existe un templo en honor a la Virgen de la Asunción, construido en el siglo XVI.

- Fiestas populares: El 15 de agosto se realiza la fiesta en homenaje a la Virgen de la Asunción, patrona de la población. Se organizan para tal efecto procesiones, gremios, corridas de toros y las tradicionales vaquerías.

- Naturales:En Sanahcat existen gran diversidad de cenotes la mayoría son de fácil acceso y de aguas cristalinas, ejemplo las grutas (también conocido como 7 aguas), pixton, usil etc.

- Para las festividades de todos los Santos y fieles difuntos se acostumbra colocar un altar en el lugar principal de la casa, donde se ofrece a los difuntos la comida de su gusto y el tradicional Mucbil pollo, acompañado de atole de maíz nuevo, y chocolate batido con agua. En las fiestas regionales los habitantes bailan las jaranas, haciendo competencias entre los participantes.

- Las principales actividades artesanales del municipio son la confección de ropa típica y los bordados a mano o a máquina.

- Alimentos.-Se preparan con masa de maíz carne de puerco, pollo y venado acompañados con salsas picantes a base de chiles habanero y max. Los principales son: fríjol con puerco, chaya con huevo, puchero de gallina, queso relleno, salbutes, panuchos, pipian de venado, papadzules, longaniza, cochinita pibil, joroches, mucbil pollos, pimes y tamales.

- Los dulces tradicionales son la yuca con miel, calabaza melada, camote con coco, cocoyol en almíbar, mazapán de pepita de calabaza, melcocha, arepas, tejocotes en almíbar y dulce de ciricote.

- Las bebidas que más se consumen son el xtabentun, balché, bebida de anís, pozole con coco, horchata, atole de maíz nuevo y refrescos de frutas de la región.

## Gobierno
Principales Localidades
El municipio cuenta con  4 localidades y la principal es Sanahcat, su Cabecera Municipal.
Regionalización Política
El municipio pertenece al Quinto Distrito Electoral Federal y al Distrito Electoral Local Decimocuarto.